# قلعة هواسونغ
قلعة هواسونغ (بالهانغل: 화성 | بالهانجا: 華城 | القلعة العظيمة) هو حصن يحيط بمركز سوون عاصمة مقاطعة گيونغي في كوريا الجنوبية. بنيت القلعة من سنة 1794 إلى سنة 1796 على يد الملك جونغجو ملك سلالة جوسون ليحفظ ويكرم بقايا والده ولي العهد سادو، والذي قتل بعد أن أمر والده الملك يونغجو بحبسه حياً داخل صندوق لأن ولي العهد رفض الانصياع لأمر قتل نفسه. تقع القلعة على بعد 30 كيلو متر (19 ميل) جنوب مدينة سول، وتحيط بجزء كبير من المدينة. تضم القلعة قصراً للملك جونغجو هو هاينغنغ. عين الموقع كأحد مواقع التراث العالمي التابعة لليونسكو وذلك في سنة 1997. تيار سوونتشون يجري عبر منتصف القلعة.

## معرض الصور

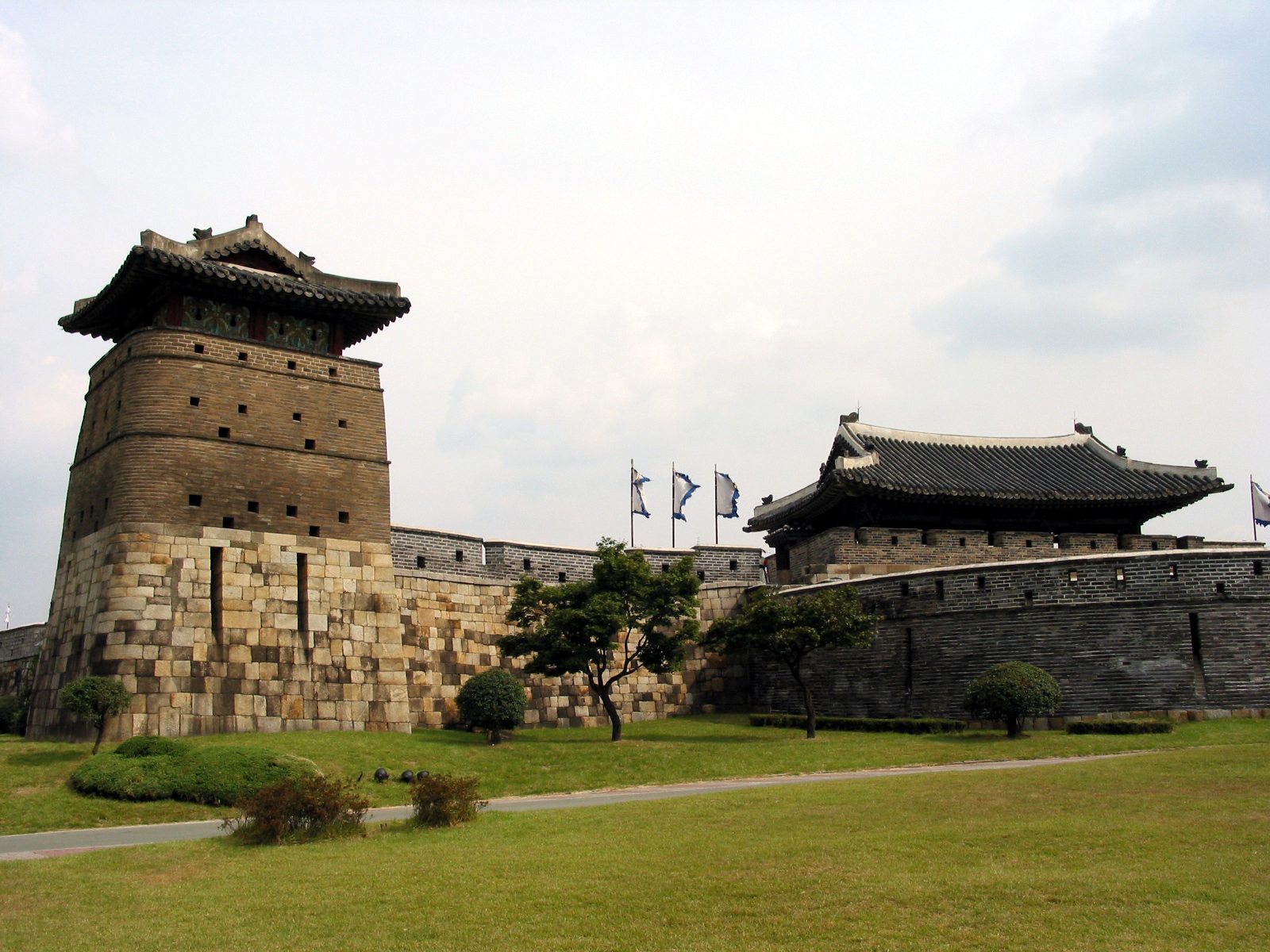
منظر للواجهة الغربية وبرج المراقبة
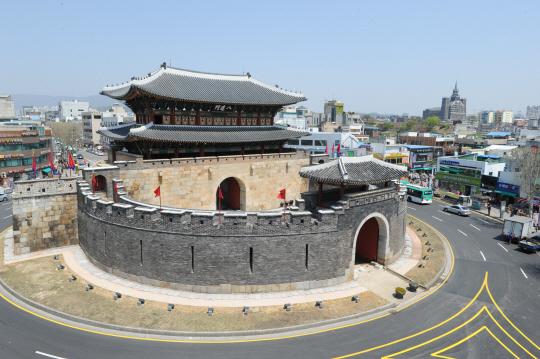
قلعة هواسونغ
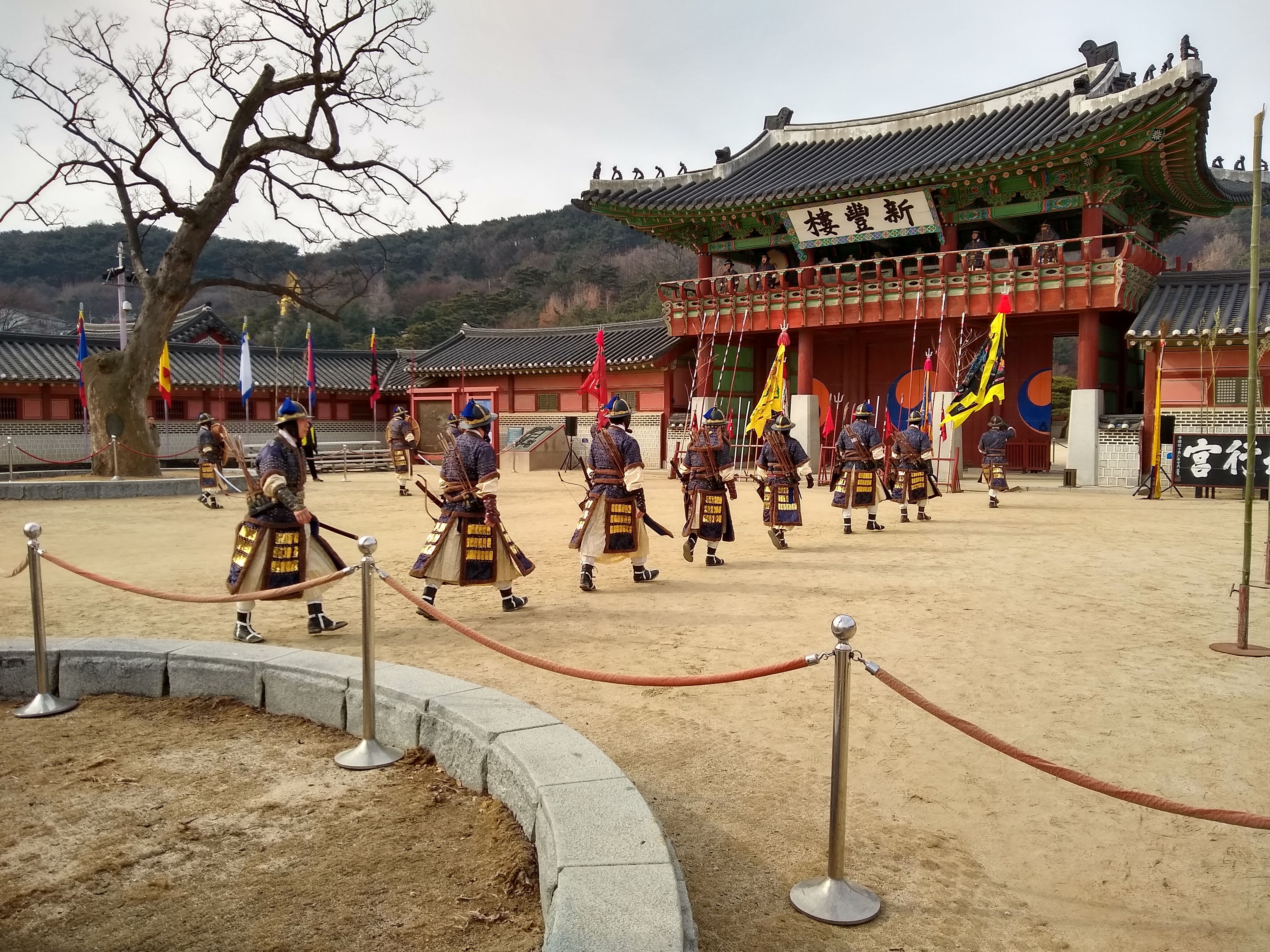
قلعة هواسونغ
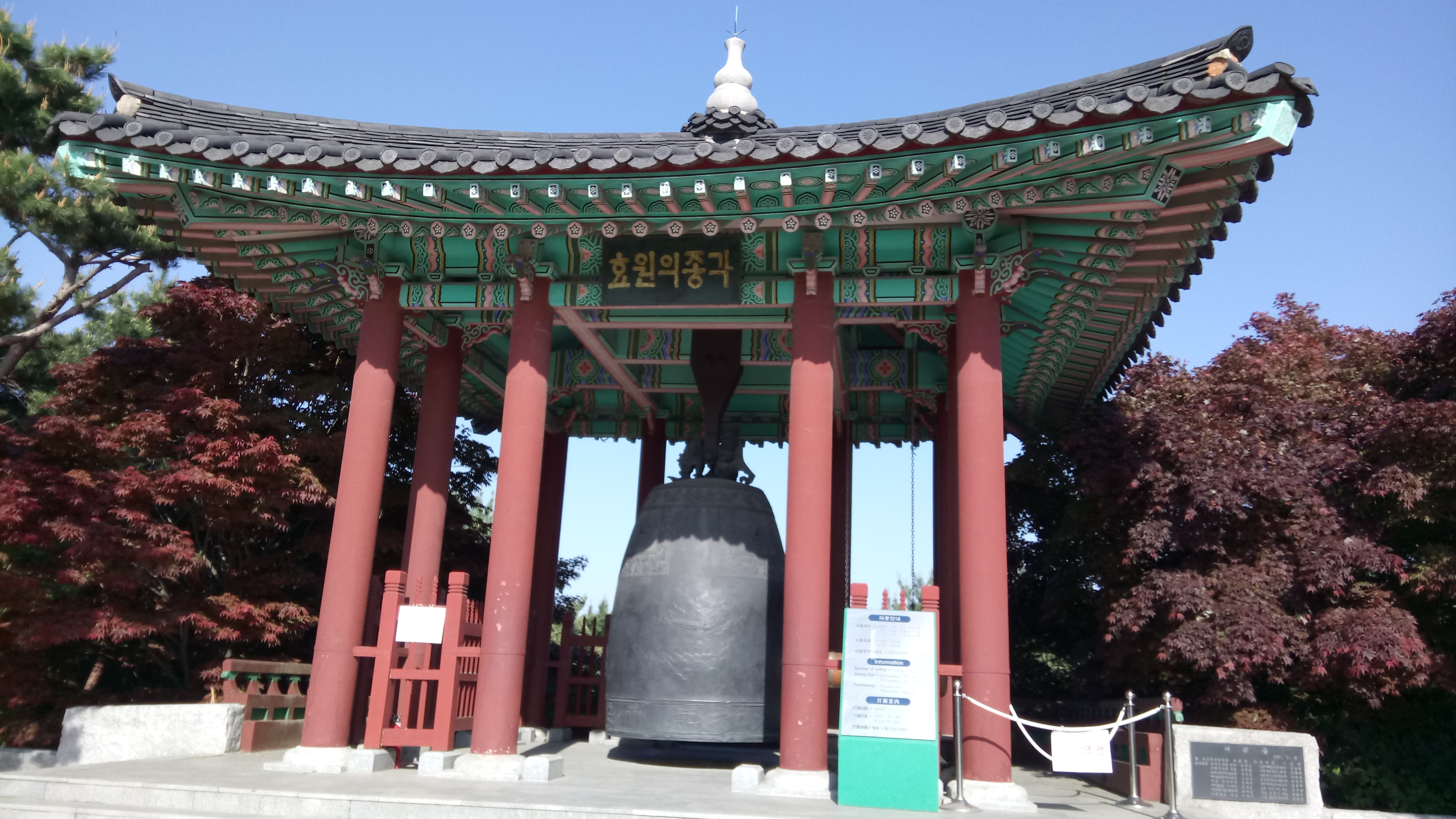
جرس القلعة